# Stuurboord-stuurboord

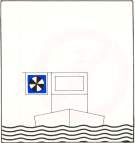
Plaats van het blauwe bord

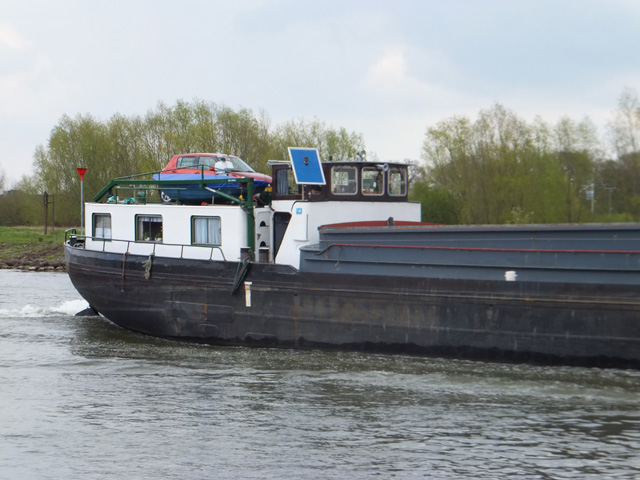
Het blauwe bord op een binnenvaartschip

Stuurboord-stuurboord of stuurboord op stuurboord passeren is een begrip met betrekking tot navigatie in de binnenvaart. 
Normaal gesproken moeten schepen op een rivier of kanaal stuurboordswal houden, dat is in vaarrichting gezien de rechterzijde. Elkaar in tegengestelde richting passerende schepen passeren elkaar dan bakboord op bakboord (in vaarrichting gezien de linkerzijde van het schip). Voor een opvarend schip kan dat in een bocht naar links echter problematisch zijn omdat het daar de buitenbocht zou moeten nemen, waar de stroming sterker is. Dat schip kan dan aangeven dat het bakboordswal wil houden, wat het andere schip dan ook moet doen. In dat geval passeren de schepen elkaar stuurboord-stuurboord. 
Het opvarende schip geeft die wens aan door het tonen van het "blauwe bord" met een wit knipperlicht. Het afvarende schip heeft te volgen door in de bocht daar voldoende ruimte voor te laten en toont het begrepen te hebben door ook het blauwe bord te zetten. De opvarende schipper moet wel voldoende ruimte voor de afvaart laten.
Het blauwe bord wordt zo gebruikt op de Geldersche IJssel, de Maas, de Boven-Rijn vanaf het Spijkse veer, het Bijlandsch Kanaal tot bij de Pannerdense Kop, de Waal, het Pannerdensch Kanaal, de Neder-Rijn en de Lek tot aan de kruising met de Noord en Nieuwe Maas.
Stuurboord-stuurboord mag ook in andere situaties worden gehanteerd. Dat kan op dat moment volgens de regels van goed zeemanschap de juiste oplossing zijn.
Met het tonen van het blauwe bord zien ook andere schepen dat de betreffende schepen elkaar 'over de verkeerde boeg' zullen passeren. Als het blauwe bord gebruikt moet worden, gelden speciale bepalingen voor de handelwijze bij misverstanden.  
Bij ook maar de geringste twijfel wordt dat onderling met deze gebruikelijke term over de marifoon afgesproken. 
Stuurboord-stuurboord passeren wordt in de binnenvaart betrekkelijk veel toegepast op de grote rivieren, waar het in de opvaart aantrekkelijk is de binnenbocht van de rivier te nemen: in de binnenbocht van een rivier of getijdenwater staat gewoonlijk de minste tegenstroom. Dit komt, doordat stroming in principe rechtdoor gaat tot de oever of een obstakel dit onmogelijk maakt, wat bijvoorbeeld te zien is aan meanderende rivieren: de buitenbochten worden uitgesleten, de binnenbochten verzanden. 